# Helyi idő (matematika)
A sztochasztikus folyamatok matematikai tárgyalásában a helyi idő egy sztochasztikus folyamat, mely kapcsolódik a molekuláris diffúzió jelenségéhez, mint például a Brown-mozgás, melyet az jellemez, hogy egy adott szinten egy időmennyiségben hol tartózkodnak a részecskék.
A helyi idő hasznos fogalom a sztochasztikus folyamatok vizsgálatainál, gyakran fordul elő sztochasztikus integráloknál, ha az integrálandó függvény nem elegendően ’sima’, mint például a Tanaka-formulanál.

## Formális meghatározás
{\displaystyle \ell (t,x)=\int \limits _{0}^{t}\delta (x-b(s))\,ds}
Ahol a b(s) a diffúziós folyamat és a δ a Dirac-delta függvény. Ezt a fogalmat Paul Lévy vezette be.
Az alapötlet az, hogy ℓ(t, x) egy újraskálázott mértéke annak, hogy a b(s) (a diffúziós folyamat) mennyi időt tölt el x-től t-ig.
Felírható:
{\displaystyle \ell (t,x)=\lim _{\varepsilon \rightarrow 0}{\frac {1}{2\varepsilon }}\int \limits _{0}^{t}1\{x-\varepsilon <b(s)<x+\varepsilon \}\,ds,}
mely megmagyarázza, hogy miért hívják b helyi idejét x-nél.

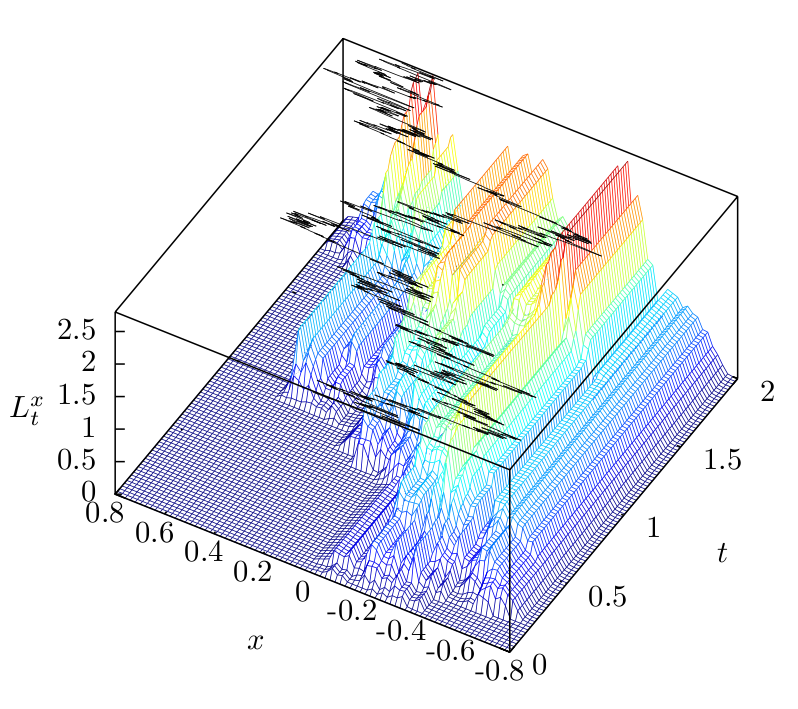
Egy Ito-folyamat minta a helyi idő felületével